# Trois vallées varésines 2017
La 97e édition des Trois vallées varésines a eu lieu le 3 octobre 2017. Elle fait partie du calendrier UCI Europe Tour 2017 en catégorie 1.HC. La course a été remportée par le Français Alexandre Geniez, de l'équipe AG2R La Mondiale.

## Équipes
| WorldTeams (13)- FDJ - Sky - Astana - Bora-Hansgrohe - Trek-Segafredo - Dimension Data - Movistar Team - AG2R La Mondiale - UAE Team Emirates - Cannondale-Drapac - Orica-Scott - Bahrain-Merida - Team Sunweb Équipes continentales professionnelles (7)- Androni Giocattoli - Bardiani CSF - Wilier Triestina-Selle Italia - Nippo-Vini Fantini - Caja Rural-Seguros RGA - Israel Cycling Academy - Gazprom-RusVelo Équipes continentales (4)- Sangemini-MG.Kvis - Unieuro Trevigiani-Hemus 1896 - D'Amico-Utensilnord - Amore & Vita-Selle SMP-Fondriest |
| |

## Classement final
| \| Classement général \| Classement général \| Classement général \| Classement général \| Classement général \| \| Coureur \| Coureur \| Pays \| Équipe \| Temps \| \| ------------------ \| ------------------ \| ------------------ \| ----------------------------- \| ------------------ \| \| 1er \| Alexandre Geniez \| France \| AG2R La Mondiale \| \| \| 2e \| Thibaut Pinot \| France \| FDJ \| + 0 s \| \| 3e \| Vincenzo Nibali \| Italie \| Bahrain-Merida \| + 0 s \| \| 4e \| Diego Ulissi \| Italie \| UAE Team Emirates \| + 0 s \| \| 5e \| Davide Villella \| Italie \| Cannondale-Drapac \| + 7 s \| \| 6e \| Sam Oomen \| Pays-Bas \| Team Sunweb \| + 7 s \| \| 7e \| Gianni Moscon \| Italie \| Team Sky \| + 7 s \| \| 8e \| Fabio Aru \| Italie \| Astana \| + 7 s \| \| 9e \| Daniel Martínez \| Colombie \| Wilier Triestina-Selle Italia \| + 17 s \| \| 10e \| Michael Albasini \| Suisse \| Orica-Scott \| + 18 s \| |                  |          |                               |        |
| |                  |          |                               |        |
| Source : ProCyclingStats |                  |          |                               |        |
| Classement général |                  |          |                               |        |
| Coureur | Coureur          | Pays     | Équipe                        | Temps  |
| 1er | Alexandre Geniez | France   | AG2R La Mondiale              |        |
| 2e | Thibaut Pinot    | France   | FDJ                           | + 0 s  |
| 3e | Vincenzo Nibali  | Italie   | Bahrain-Merida                | + 0 s  |
| 4e | Diego Ulissi     | Italie   | UAE Team Emirates             | + 0 s  |
| 5e | Davide Villella  | Italie   | Cannondale-Drapac             | + 7 s  |
| 6e | Sam Oomen        | Pays-Bas | Team Sunweb                   | + 7 s  |
| 7e | Gianni Moscon    | Italie   | Team Sky                      | + 7 s  |
| 8e | Fabio Aru        | Italie   | Astana                        | + 7 s  |
| 9e | Daniel Martínez  | Colombie | Wilier Triestina-Selle Italia | + 17 s |
| 10e | Michael Albasini | Suisse   | Orica-Scott                   | + 18 s |